# Tombeau de George Washington
 (décembre 2019).
Le contenu est difficilement compréhensible vu les erreurs de traduction, qui sont peut-être dues à l'utilisation d'un logiciel de traduction automatique.
Le tombeau de Washington est une chambre funéraire vide à deux étages située juste en dessous de la rotonde du Capitole des États-Unis à Washington. Il a été inclus dans la conception originale du bâtiment par William Thornton et destiné à enterrer le corps de George Washington, le premier président des États-Unis. La conception originale de la rotonde et de la crypte en dessous comprenait un sol en verre central permettant au public de voir la tombe de Washington deux étages plus bas, mais cela n'a jamais été mis en œuvre.
À la mort de Washington en 1799, le Capitole était encore en construction. Les deux chambres du Congrès ont adopté une résolution demandant que Washington soit enterré au Capitole une fois terminé. Martha Washington a accepté le plan malgré la présence dans la volonté de son mari d'une disposition selon laquelle il serait enterré à Mount Vernon. Cependant, la résolution d'origine n'a jamais été réalisée en raison de différends sur la conception et le coût spécifiques de la tombe et le corps a été placé dans une tombe temporaire à Mount Vernon. Le Congrès a de nouveau tenté de résoudre ces problèmes en 1800, 1816, 1824 et 1829, lorsque l'architecte du Capitole a préparé des plans pour la tombe en prévision du centenaire de la naissance de Washington.
Le Congrès a renouvelé son appel à transférer le corps au Capitole en 1830, après une tentative de voler la tête de Washington (en) dans laquelle le tombeau de Mount Vernon a été vandalisé et plusieurs des cadavres de parents de Washington profanés en 1830, mais le propriétaire du cimetière de l'époque, John Washington, a plutôt décidé de construire une nouvelle tombe plus sécurisée sur le site.
Autrefois[Quand ?], le catafalque de Lincoln (en) était entreposé et exposé là. Il est actuellement conservé dans une zone d'exposition spécialement construite dans le hall d'exposition du Capitol Visitor Center.